# Payne Ratner
Payne Harry Ratner, född 3 oktober 1896 i Casey, Illinois, död 27 december 1974 i Wichita, Kansas, var en amerikansk republikansk politiker. Han var Kansas guvernör 1939–1943.
Ratner avlade 1920 juristexamen vid Washington University och inledde sedan sin karriär som advokat. Mellan 1923 och 1927 tjänstgjorde han som åklagare i Labette County.
Ratner efterträdde 1939 Walter A. Huxman som guvernör och efterträddes 1943 av Andrew Frank Schoeppel.
Ratner avled 1974 och gravsattes på Wichita Park Cemetery i Wichita.